# Euphyia costimaculata
Euphyia costimaculata là một loài bướm đêm trong họ Geometridae.